# Książ Wielki
Książ Wielki is een dorp in de Poolse woiwodschap Klein-Polen. De plaats maakt deel uit van de gemeente Książ Wielki en telt 820 inwoners.